# Bimomento
O bimomento é um tipo de esforço interno resultante das tensões perpendiculares (normais) à seção transversal associada ao deformação transversal de um prisma mecânico. O bimomento é muito importante na análise de problemas de deformação por torsão que, por não cumprirem as hipóteses adoptadas na definição do modelo de torção de Saint Venant, requerem a aparição de uma deformação seccional considerável para ser apreciável.

## Relação com as tensões
O bimomento resultante sobre uma seção pode ser calculado como integral do produto da deformação unitário e a tensão perpendicular a uma seção:
{\displaystyle B_{\omega }(x)=\int _{A}\omega (y,z)\sigma _{x}(x,y,z)\ dydz}

## Relação com os deslocamentos
O bimomento pode ser considerado um esforço interno generalizado conjugado da deformação φ (função de deformação). Para comprovar isso basta examinar a expressão da energia de deformação para um prisma mecânico submetido à flexo-torsão: 
{\displaystyle e_{def}=e_{flex}+e_{tor}+e_{fl-tr}\;}
Onde cada um dos termos anteriores se expressa em termos dos deslocamentos generalizados do eixo baricêntrico e as derivadas destes deslocamentos. É imediato comprovar que:
{\displaystyle B_{\omega }={\frac {\partial e_{def}}{\partial (d\varphi /dx)}}=0+{\frac {\partial e_{tor}}{\partial (d\varphi /dx)}}+0=EI_{\omega }{\frac {d\varphi }{dx}}}
Onde se tenha usado que só o termo de energia desacoplado de torsão é dado por:
{\displaystyle e_{tor}={\frac {1}{2}}\left[GJ\left({\frac {d\theta _{x}}{dx}}\right)^{2}+{\frac {\kappa }{1-\kappa }}GJ\left({\frac {d\theta _{x}}{dx}}-\varphi \right)^{2}+EI_{\omega }\left({\frac {d\varphi }{dx}}\right)^{2}\right]}

## Cálculo do bimomento
O bimomento pode ser calculado a partir das solicitações por unidade de comprimento, ou a partir do sistema de equações diferenciais:
{\displaystyle {\begin{cases}{\cfrac {d\varphi }{dx}}={\cfrac {B_{\omega }}{EI_{\omega }}}\\{\cfrac {dB_{\omega }}{dx}}=\kappa _{0}GJ\varphi -\phi (x;Q_{y},Q_{z},M_{x})\end{cases}}}
Onde:
{\displaystyle J,I_{\omega }\;}, são respectivamente o módulo de torsão, o módulo de deformação
{\displaystyle \kappa _{0}:=1-J/(I_{y}+I_{z})\;}, se calcula a partir do módulo de torsão e o momento de inércia polar ou soma de momentos de inércia principais.
Derivando a segunda destas equações e substituindo nela a primeira relação se chega a uma equação de segunda ordem para o bimomento:
{\displaystyle {\frac {d^{2}B_{\omega }}{dx^{2}}}-\kappa _{0}{\frac {GJ}{EI_{\omega }}}B_{\omega }=-{\frac {d\phi }{dx}}}
Onde a função {\displaystyle \phi (x)\;} que aparece no sistema anterior é dada por:
{\displaystyle {\begin{cases}\phi (x)=(1-\kappa _{0})(z_{C}Q_{y}-y_{C}Q_{z}-M_{x})-M_{x}-b_{\omega }\\{\cfrac {d\phi }{dx}}=(1-\kappa _{0})(-z_{C}q_{y}+y_{C}q_{z}-m_{x})-m_{x}-{\cfrac {db_{\omega }}{dx}}\end{cases}}}
Onde (yC, zC) são as coordenadas do centro de cortante e qy, qz, mx e bω são esforços por unidade de comprimento que podem ser expressos a partir da integral sobre o perímetro da seção das cargas superficiais que atuam sobre o prisma mecânico:
{\displaystyle {\begin{cases}q_{y}(x)=\int _{P}f_{y}(x,{\bar {s}})d{\bar {s}}&\qquad m_{x}(x)=\int _{P}[-(z-z_{C})f_{y}+(y-y_{C})f_{z}]d{\bar {s}}\\q_{z}(x)=\int _{P}f_{z}(x,{\bar {s}})d{\bar {s}}&\qquad b_{\omega }(x)=\int _{P}\omega f_{x}(x,{\bar {s}})d{\bar {s}}\end{cases}}}
Se não há forças de superfície na direção do eixo baricêntrico (fx = 0) nem momentos torsores distribuídos e também o centro de cortante coincide com o baricentro, tal como ocorre em um bom número de casos práticos então {\displaystyle \phi (x)=cte.\;} e a equação diferencial para o bimomento resulta ser uma equação diferencial homogênea de resolução muito simples.

## Aplicações
O bimomento possui importância no comportamento de estruturas dotadas de elementos de hastes de paredes delgadas, quando nestas surgem tensões oriundas de bimomentos.